# Prispodoba o sijaču
Prispodoba o sijaču naziv je Isusove prispodobe iz Novoga zavjeta.

## Opis
Oko Isusa se skupilo mnogo naroda iz svih gradova. Isus im je ispričao prispodobu o sijaču.
Prispodobu je počeo riječima: "Iziđe sijač sijati sjeme." Dok je sijač sijao, jedno sjeme pade uz put, i biva pogaženo i ptice ga pozobaše. Drugo sjeme pade na kamen i, tek što je izniklo, osušilo se jer nije imalo vlage. Treće sjeme pade među trnje i trnje ga preraste i uguši. Četvrto sjeme napokon pade u dobru zemlju, nikne i urodi stostrukim plodom. Rekavši to, povika: "Tko ima uši da čuje, neka čuje!" Nakon toga učenici su ga upitali kakva bi to bila prispodoba. A on im reče: "Vama je dano znati otajstva kraljevstva Božjega, a ostalima u prispodobama - da gledajući ne vide i slušajući ne razumiju." Sjeme zasijano kraj puta predstavlja one ljude kojima Božja riječ ne dopire do srca. Oni koji primaju Božju riječ, ali su nestalni, predstavljaju sjeme zasijano na kamenito tlo. Sjeme zasijano u trnje ne može dalje nastaviti primati Božja riječ jer je povodljivo i drugi ga guše. A ono sjeme koje je zasijano na plodno tlo predočava ljude koji s radošću primaju Božju riječ te žive u skladu s njom.

## Unutarnje poveznice
- Isusove prispodobe